# پونچلرامباداگالا
پونچلرامباداگالا (به لاتین: Punchlrambadagalla) یک منطقهٔ مسکونی در سری‌لانکا است که در استان مرکزی (سری‌لانکا) واقع شده‌است.